# ボリス・ミハイロフ (アイスホッケー)
ボリス・ペトロヴィチ・ミハイロフ（ロシア語: Борис Петрович Михайлов 1944年10月6日 - ）は、ソビエト連邦モスクワ出身の元アイスホッケー選手。ポジションは右ウィング。
1962年から1965年までHCクリスタル・サラトフで、1965年から1967年まではロコモティフ・モスクワで、1967年から1981年まではHC CSKAモスクワでプレイした。1972年の札幌オリンピック、1976年のインスブルックオリンピックの金メダリスト。1980年のレイクプラシッド五輪銀メダリスト。引退後アイスホッケーロシア代表及びアイスホッケースイス代表のコーチを務めた。

## 経歴
1970年代、ソ連代表の第1ラインの右ウィングとして左ウィングのワレリー・ハルラモフ、センターのウラジーミル・ペトロフと共にプレイした。ソビエトリーグで通算572試合に出場、428得点、224アシスト、合計652ポイントを挙げた。ミハイロフの国内リーグ通算428得点は36年間誰も破ることができなかったが、2016年9月13日にセルゲイ・モジャーキンによってついに破られた。
アイスホッケーソビエト連邦代表としては14年間プレイし、そのほとんどをキャプテンとして過ごした。207得点を挙げており、これはアレクサンドル・マリツェフの213得点に次いで歴代2位の記録である。1972年の札幌オリンピック、1976年のインスブルックオリンピックで金メダル、1969年から1979年まで出場したアイスホッケー世界選手権では11回中8度（1969年、1970年、1971年、1973年、1974年、1975年、1978年、1979年）の優勝、ソビエト連邦国内リーグ（ソビエト・チャンピオンシップリーグ）で9度優勝を果たした。
引退試合には14000人の観衆が押しかけてチームメートが彼を肩車してコートを回る間、スタンディングオベーションが続いた。
2000年に国際アイスホッケー連盟の殿堂入りを果たした。また、レーニン勲章をもらっている。

## 詳細情報

### 表彰
- ソビエトアイスホッケーリーグMVP:  1978年, 1979年[5]
- アイスホッケー世界選手権ベストフォワード:  1973年, 1979年
- 1979年チャレンジカップ（ソビエト連邦とNHLオールスターの対抗戦）MVP

### 記録
- ソビエトアイスホッケーリーグ得点王:  1975年, 1976年, 1978年
- ソビエトアイスホッケーオールスター出場 8回
- アイスホッケー世界選手権最多ポイント王:  1974年
- アイスホッケー世界選手権得点王:  1977年, 1978年